# کاتارینا کایتوئه
کاتارینا کایتوئه (فنلاندی: Katariina Kaitue؛ زادهٔ ۲۱ ژانویهٔ ۱۹۶۷) بازیگر تئاتر و سینما اهل فنلاند است.
از فیلم‌هایی که وی در آن‌ها نقش داشته است، می‌توان به در راه عمواس و سال گرگ اشاره نمود.